# Hermann Vogler (Politiker)

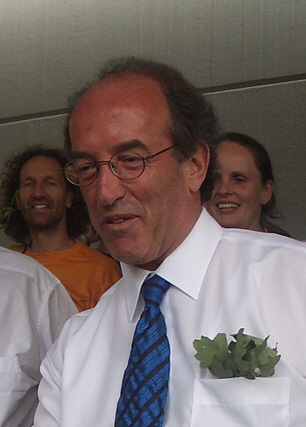
Hermann Vogler beim Ravensburger Rutenfest 2005

Hermann Vogler (* 12. Oktober 1944 in Konstanz) ist ein baden-württembergischer Kommunalpolitiker (CDU) und war von 1987 bis 2010 Oberbürgermeister der Stadt Ravensburg.

## Leben
Nach dem Abitur 1964 in Bad Wurzach arbeitete er zunächst einige Jahre im elterlichen Betrieb in Unteruhldingen. Von 1968 bis 1972 studierte er Landschaftsarchitektur an der Technischen Universität München. 1974 wurde er zum Verbandsdirektor des Regionalverbands Bodensee-Oberschwaben und 1987 zum Oberbürgermeister der Stadt Ravensburg gewählt. Er ist Mitglied des Kreistags des Landkreises Ravensburg sowie des Hauptausschusses des Deutschen Städtetags. Seit 2009 ist er außerdem Vorstandsvorsitzender des Regionalverband Bodensee-Oberschwaben.
An seinem 65. Geburtstag, dem 12. Oktober 2009, teilte er mit, dass er sein Amt als Oberbürgermeister zum 31. Mai 2010 niederlegen würde, ein Jahr vor dem Ende seiner dritten Amtszeit am 31. Mai 2011. Am 28. März 2010 wurde Daniel Rapp zu seinem Nachfolger mit Amtsantritt zum 1. Juni 2010 gewählt. Am 20. Mai 2010 wurde Vogler feierlich verabschiedet und mit der Ehrenbürgerwürde der Stadt Ravensburg ausgezeichnet.
Hermann Vogler ist langjähriger Lehrbeauftragter für Ökologie an der Hochschule Konstanz  Technik, Wirtschaft und Gestaltung (HTWG Konstanz); er wurde vom Land Baden-Württemberg zum Honorarprofessor ernannt. Er ist verheiratet und hat drei Töchter.
2013 bis September 2019 war Hermann Vogler Geschäftsführer der Denkmalstiftung Baden-Württemberg.